# دانيال إف. نيومان
دانيال إف. نيومان هو سياسي أمريكي، ولد في 25 يوليو 1935، وتوفي في 13 مارس 2009. انتخب عضو جمعية نيوجيرسي العامة ‏.